# DGN (format pliku)
DGN (Design) – format pliku CAD wspieranego przez Bentley Systems MicroStation oraz należące do Intergrapha Design Interactive Graphics System (IGDS) programy CAD.
Istnieją dwie wersje DGN:
- Do 2000 r. wszystkie pliki DGN były oparte na specyfikacji Intergraph Standard File Formats (ISFF) opublikowanej pod koniec 1980 roku przez Intergraph. Tę wersję nazywa się V7 DGN, albo Intergraph DGN.

- W roku 2000 Bentley Systems stworzyła zaktualizowaną wersję DGN, która obejmuje możliwości DGN ale ma inną wewnętrzną strukturę danych niż bazujące na ISFF DGN. Wersja ta jest zwana V8 DGN.

Chociaż DGN nie jest tak powszechnie stosowany jak DWG Autodesku, to stosuje się go w wielu dużych projektach, w tym budynków, dróg, mostów, elektrowni, przemyśle stoczniowym. W 2008 Autodesk i Bentley podpisali porozumienie o wzajemnej wymianie bibliotek oprogramowania, w tym Autodesk RealDWG, aby poprawić zdolność odczytu i zapisu w formatach DWG i DGN w mieszanych środowiskach z większą wiernością. Ponadto obie firmy będą wspierać proces interoperacyjności między aplikacjami AEC poprzez wspieranie wzajemnego wykorzystania dostępnych interfejsów programowania aplikacji (API).
Bentley System jako członek Konsorcjum Open Design Alliance udostępnił specyfikację formatu .dgn w celu integracji obsługi przez biblioteki Teigha/ODA. Celem tego działania jest chęć zachowania i rozpowszechnienia obsługi formatu DGN w zastosowaniach projektowych.